# Carretera de Nebraska 21
La Carretera de Nebraska 21 (en inglés: Nebraska Highway 21) y abreviada NE 21, con una longitud de 73,37 millas (118,1 km), es una carretera estatal de sentido sur-norte ubicada en el estado estadounidense de Nebraska. La Carretera de Nebraska 21 tiene su término meridional en la Carretera de Nebraska 23 al este de Eustis. Su término norteño está en una intersección con Carretera de Nebraska 2 y U.S. Route 92 de Broken Bow.

## Cruces
Los principales cruces de la Carretera de Nebraska 21 son las siguientes:
| Condado  | Ubicación  | Millas | Cruces                            | Notas                  |
| -------- | ---------- | ------ | --------------------------------- | ---------------------- |
| Frontier | Eustis     | 0.00   | NE 23                             | Terminal sur           |
| Dawson   | Cozad      | 12.69  | I 80                              | I-80 salida 222        |
| Dawson   | Cozad      | 14.05  | US 30 Oeste                       | Extremo sur de US 30   |
| Dawson   | Darr       | 22.28  | L 24A Sur                         |                        |
| Dawson   | Lexington  | 27.51  | US 30 Este (Oeste Pacific Street) | Extremo norte de US 30 |
| Custer   | Oconto     | 52.46  | NE 40                             |                        |
| Custer   | Broken Bow | 73.37  | NE 2 NE 92 (Sur E Street)         | Terminal norte         |